# Замулянка
Замулянка — деревня в Пермском районе Пермского края. Входит в состав Фроловского сельского поселения.

## Географическое положение
Расположена на левом берегу реки Мулянка примерно в 1,5 км к югу от административного центра поселения, села Фролы, и в 14 км к югу от центра города Перми.

## Население
| 2010 |
| ---- |
| 181  |

## Улицы[2]
- Дорожная ул.
- Заречная ул.
- Зелёная ул.
- Комбайнёров ул.
- Набережная ул.
- Ольховая ул.
- Сибирская ул.

## Топографические карты
- Лист карты O-40-77 Юг. Масштаб: 1 : 100 000. Состояние местности на 1983 год. Издание 1985 г.